# Futsal Regalbuto
La Associazione Sportiva Futsal Regalbuto è una squadra italiana di calcio a 5 con sede a Regalbuto, in provincia di Enna.

## Storia
Fondata nel 1998 come circolo ricreativo cittadino del Credito Cooperativo "La riscossa", la società assume come prima denominazione Unione Sportiva Circolo Ricreativo Soci La Riscossa di Regalbuto. 
Sotto la guida di Salvo Cardaci, alla prima stagione in Serie D centra la promozione in C2. L'anno successivo grazie ad un ripescaggio la società corona il sogno di giungere alla massima categoria regionale, la Serie C1, e viene avviato il settore giovanile con la creazione della squadra juniores.
Nella stagione 2000-01 il terzo posto in C1 dà diritto ai play-off per la Serie B nazionale ma perde lo spareggio decisivo contro l'Helios ad Augusta. Dopo stagioni un po' grigie, nel 2003-04 la società cambia assetto trovando l'attuale denominazione, vedendo uscire di scena il Credito Cooperativo, mentre entrano diverse realtà imprenditoriali locali, la promozione sul campo sfuma nella finale dei play-off contro gli Azzurri Conversano e nella finale della Coppa Italia di C1 contro il Città di Corleone, ma a fine stagione giunge il ripescaggio alla serie B nazionale.
La prima stagione in serie B si conclude con un rush finale che permette alla squadra di agguantare i play-out dove però viene sconfitta dal Città di Corleone; il Regalbuto viene tuttavia ripescato per prendere il posto lasciato vuoto proprio dalla squadra palermitana che non si iscrive al campionato successivo. Forti dell'esperienza e con l'ingaggio del tecnico brasiliano Claudio Vaz Vieira i siciliani nel 2005-06 giungono ad un insperato quinto posto. 
Dopo un anno con buone prestazioni ed obiettivo play-off raggiunto, la squadra nel 2007-08 giunge terza e ai play-off si gioca la A2 con il Giovinazzo ma i siciliani hanno la peggio. 
A luglio la Divisione Calcio a 5 comunica il ripescaggio del Regalbuto che nel 2008-09 disputa il suo primo campionato in A2.
Nella stagione 2014-15 la società assorbe la "San Calogero", società attiva nel settore giovanile e scolastico, assumendo la denominazione Futsal Regalbuto.

## Colori e simbolo

### Colori
I colori della maglia del Futsal Regalbuto sono l'azzurro e il bianco.

## Palazzetto dello sport
La prima squadra gioca le proprie partite casalinghe al Palazzo dello Sport "Giovanni Paolo II".

## Società

### Organigramma
- Presidente: Vito Contino
- Vice Presidente: Gaetano Politi
- Consiglieri: Massimo Adornetto, Angelo Monteleone
- Direttore Sportivo: Ivan Intraguglielmo

## Statistiche

### Partecipazione ai campionati
| Livello | Categoria | Partecipazioni | Debutto   | Ultima stagione |
| ------- | --------- | -------------- | --------- | --------------- |
| 2°      | Serie A2  | 5              | 2008-2009 | 2019-2020       |
| 3º      | Serie B   | 7              | 2004-2005 | 2018-2019       |
| 4º      | Serie C1  | 7              | 2000-2001 | 2015-2016       |
| 5º      | Serie C2  | 2              | 1999-2000 | 2012-2013       |
| 6º      | Serie D   | 1              | 1998-1999 | 1998-1999       |

## Organico

### Rosa 2013/2014
| N° | Naz.                                   | Ruolo    | Sportivo                    | Anno     |  |  |
| -- | -------------------------------------- | -------- | --------------------------- | -------- |  |  |
| 1  | Brasile (bandiera)                     | Portiere | Giliard Constante De Araujo | -        |  |  |
| 20 | Italia (bandiera)                      | Portiere | Vito Leotta                 | 09.01.92 |  |  |
| 8  | Italia (bandiera) · Brasile (bandiera) | Centrale | Rodrigo Emer                | 09.05.86 |  |  |
| 4  | Italia (bandiera)                      | Centrale | Danilo Milio                | 13.02.91 |  |  |
| 15 | Italia (bandiera)                      | Centrale | Paolo De Lucia              | 14.09.89 |  |  |
| 14 | Italia (bandiera) · Brasile (bandiera) | Laterale | Fabio Sasso Maraucci        | 24.11.89 |  |  |
| 5  | Italia (bandiera)                      | Laterale | Francesco Insinga           | 24.11.93 |  |  |
| 2  | Italia (bandiera)                      | Laterale | Campagna Gaetano            | 20.01.94 |  |  |
| 3  | Italia (bandiera)                      | laterale | Raffaele Bevacqua           | 09.03.90 |  |  |
| 6  | Italia (bandiera) · Brasile (bandiera) | Laterale | Gabriel Santin              | 23.04.87 |  |  |
| 7  | Italia (bandiera)                      | Laterale | Nicola Chiavetta            | -        |  |  |
| 17 | Italia (bandiera) · Brasile (bandiera) | Laterale | Dilhermando Gomes           | 11.10.88 |  |  |
| 9  | Italia (bandiera)                      | Pivot    | Marcelo Dalle Molle         | 26.08.91 |  |  |
| 18 | Italia (bandiera)                      | Pivot    | Emanuele Naselli            | 01.03.90 |  |  |

### Staff tecnico
- Allenatore prima squadra: Massimo Maccarrone
- Medico Sociale: Angelo Palamito
- Fisioterapista: Mauro Sabbino